# Aouste-sur-Sye
Aouste-sur-Sye è un comune francese di 2 355 abitanti situato nel dipartimento della Drôme della regione dell'Alvernia-Rodano-Alpi.

## Società

### Evoluzione demografica
Abitanti censiti

## Idrografia
Nel territorio comunale il fiume Sye confluisce nella Drôme. Parimenti il territorio è bagnato dai corsi d'acqua:
- Drôme;
- Sye, affluente della Drôme;
- torrente della Beaune, affluente del Lausens;
- torrente di Saint-Jean, affluente del Lausens;
- torrente del Corneret, affluente della Sye;
- torrente del Lausens, affluente della Drôme;
- torrente del Millassolles, affluente della Drôme;
- torrente dei Grands Chenaux, affluente della Drôme;
- torrente dei Limites, affluente della Drôme.